# Eredivisie 2019-2020 (pallavolo maschile)
L'Eredivisie 2019-2020 si è svolta dal 12 ottobre 2019 al 7 marzo 2020: al torneo hanno partecipato 10 squadre di club olandesi e la vittoria finale non è stata assegnata ad alcuna squadra a seguito dell'interruzione del campionato a causa della pandemia di Covid-19.

## Regolamento

### Formula
Le squadre hanno disputato un girone all'italiana, con gare di andata e ritorno, per un totale di diciotto giornate; al termine della regular season:
- Le prime sei classificate hanno acceduto alla Pool scudetto, dove hanno dato vita a un round-robin con gare di andate e ritorno per un totale di dieci giornate, dal quale le prime due classificate hanno acceduto alla finale scudetto, giocata al meglio delle cinque gare; le squadre qualificate hanno inoltre ricevuto un punteggio bonus: 5 punti alla prima classificata, 4 punti alla seconda classificata, 3 punti alla terza classificata, 2 punti alla quarta classificata, 1 punto alla quinta classificata e 0 punti alla sesta classificata.
- Le ultime tre classificate hanno acceduto alla Pool salvezza, dove hanno dato vita a un round-robin con gare di andate e ritorno per un totale di quattro giornate, dal quale l'ultima classificata è retrocessa in Topdivisie; le squadre qualificate hanno inoltre ricevuto un punteggio bonus: 2 punti all'ottava classificata, 1 punto alla nona classificata e 0 punti alla decima classificata..
- La formazione federale del Talent Team è esonerata sia dalla Pool scudetto che dalla Pool salvezza, qualunque sia il suo piazzamento al termine della regular season.

A seguito del diffondersi nei Paesi Bassi della pandemia di COVID-19: il 18 marzo 2020 la NeVoBo ha interrotto definitivamente tutte le competizioni dalla Topdivisie alle categorie inferiori, dandosi una possibilità per concludere l'Eredivisie con una formula alternativa, qualora le circostanze lo avessero consentito; il 22 marzo 2020 ha invece interrotto definitivamente anche l'Eredivisie, senza l'assegnazione del titolo e rimandando le decisioni in merito a retrocessioni e promozioni in e dalla Topdivisie, annunciando il 31 marzo 2020 la retrocessione dello Zaanstad, ultimo in classifica nella Pool salvezza al momento dell'interruzione del torneo.

### Criteri di classifica
Se il risultato finale è stato di 3-0 o 3-1 sono stati assegnati 3 punti alla squadra vincente e 0 a quella sconfitta, se il risultato finale è stato di 3-2 sono stati assegnati 2 punti alla squadra vincente e 1 a quella sconfitta.
L'ordine del posizionamento in classifica è stato definito in base a:
- Numero di partite vinte;
- Punti;
- Ratio dei set vinti/persi;
- Ratio dei punti realizzati/subiti;
- Risultati degli scontri diretti.

## Squadre partecipanti
Al campionato di Eredivisie 2019-20 partecipano dieci squadre di club olandesi, tra le quali la neopromossa ZVH.
| Club             | Stagione | Città       | Impianto                    | Stagione precedente      |
| ---------------- | -------- | ----------- | --------------------------- | ------------------------ |
| Dynamo Apeldoorn | dettagli | Apeldoorn   | Omnisport Apeldoorn         | 3ª in Eredivisie         |
| Lycurgus         | dettagli | Groninga    | Alfa Sport Center           | 2ª in Eredivisie         |
| Orion            | dettagli | Doetinchem  | Saza Topsporthal Achterhoek | Campione dei Paesi Bassi |
| Sliedrecht       | dettagli | Sliedrecht  | Sporthal De Basis           | 4ª in Eredivisie         |
| SSS              | dettagli | Barneveld   | Sportcentrum De Meerwaarde  | 8ª in Eredivisie         |
| Talent Team      | dettagli | Arnhem      | Sporthal Valkenhuizen       | 7ª in Eredivisie         |
| Taurus           | dettagli | Houten      | Sporthal De Kruisboog       | 5ª in Eredivisie         |
| VoCASA           | dettagli | Nimega      | VoCASA-hal                  | 9ª in Eredivisie         |
| Zaanstad         | dettagli | Zaanstad    | Topsportcentrum De Koog     | 6ª in Eredivisie         |
| ZVH              | dettagli | Zevenhuizen | Swanla                      | 1ª in Topdivisie         |

### Regular season

#### Risultati
| Prima giornata |                        |     |                                   |
|                |                        |     |                                   |
| 12-10          | Sliedrecht - Orion     | 3-1 | 23-25, 25-19, 25-23, 25-18        |
| 12-10          | VoCASA - Lycurgus      | 0-3 | 16-25, 21-25, 20-25               |
| 12-10          | Taurus - Talent Team   | 2-3 | 25-22, 22-25, 21-25, 25-23, 12-15 |
| 12-10          | Zaanstad - SSS         | 1-3 | 24-26, 25-17, 25-27, 20-25        |
| 17-11          | ZVH - Dynamo Apeldoorn | 0-3 | 15-25, 18-25, 20-25               |

| Seconda giornata |                          |     |                                   |
|                  |                          |     |                                   |
| 16-10            | Sliedrecht - VoCASA      | 3-0 | 25-15, 25-22, 25-23               |
| 16-10            | SSS - ZVH                | 2-3 | 21-25, 25-12, 25-27, 26-24, 12-15 |
| 16-10            | Talent Team - Zaanstad   | 3-0 | 25-21, 25-19, 25-16               |
| 16-10            | Lycurgus - Taurus        | 3-0 | 25-15, 25-18, 25-19               |
| 16-10            | Orion - Dynamo Apeldoorn | 3-1 | 25-23, 25-23, 21-25, 25-23        |

| Terza giornata |                        |     |                            |
|                |                        |     |                            |
| 19-10          | VoCASA - Orion         | 1-3 | 22-25, 25-20, 14-25, 21-25 |
| 19-10          | Taurus - Sliedrecht    | 0-3 | 20-25, 15-25, 17-25        |
| 19-10          | Zaanstad - Lycurgus    | 0-3 | 15-25, 22-25, 20-25        |
| 19-10          | ZVH - Talent Team      | 0-3 | 18-25, 18-25, 19-25        |
| 19-10          | Dynamo Apeldoorn - SSS | 3-0 | 25-14, 25-9, 25-21         |

| Quarta giornata |                                |     |                                   |
|                 |                                |     |                                   |
| 26-10           | Sliedrecht - Zaanstad          | 3-1 | 25-23, 25-14, 23-25, 25-17        |
| 26-10           | VoCASA - Taurus                | 3-2 | 25-19, 25-20, 23-25, 23-25, 17-15 |
| 26-10           | Talent Team - Dynamo Apeldoorn | 0-3 | 18-25, 17-25, 20-25               |
| 26-10           | Lycurgus - ZVH                 | 3-0 | 25-13, 25-21, 25-15               |
| 26-10           | Orion - SSS                    | 3-1 | 26-24, 25-15, 22-25, 25-21        |

| Quinta giornata |                             |     |                                   |
|                 |                             |     |                                   |
| 01-11           | Dynamo Apeldoorn - Lycurgus | 3-1 | 23-25, 25-18, 25-14, 25-18        |
| 02-11           | Taurus - Orion              | 2-3 | 25-22, 19-25, 21-25, 25-18, 12-15 |
| 02-11           | Zaanstad - VoCASA           | 3-2 | 23-25, 25-21, 17-25, 25-18, 15-12 |
| 02-11           | ZVH - Sliedrecht            | 2-3 | 28-26, 13-25, 25-22, 18-25, 12-15 |
| 02-11           | SSS - Talent Team           | 3-2 | 26-24, 31-33, 25-22, 21-25, 15-12 |

| Sesta giornata |                               |     |                            |
|                |                               |     |                            |
| 09-11          | Sliedrecht - Dynamo Apeldoorn | 0-3 | 22-25, 28-30, 20-25        |
| 09-11          | VoCASA - ZVH                  | 0-3 | 21-25, 21-25, 25-27        |
| 09-11          | Taurus - Zaanstad             | 3-1 | 22-25, 25-21, 25-18, 25-17 |
| 09-11          | Lycurgus - SSS                | 3-1 | 20-25, 25-17, 25-22, 25-15 |
| 09-11          | Orion - Talent Team           | 3-1 | 25-27, 25-21, 25-13, 26-24 |

| Settima giornata |                           |     |                                   |
|                  |                           |     |                                   |
| 16-11            | Zaanstad - Orion          | 1-3 | 26-24, 23-25, 17-25, 18-25        |
| 16-11            | ZVH - Taurus              | 2-3 | 25-27, 22-25, 25-19, 31-29, 13-15 |
| 16-11            | Dynamo Apeldoorn - VoCASA | 3-1 | 21-25, 25-12, 25-17, 25-19        |
| 16-11            | SSS - Sliedrecht          | 0-3 | 18-25, 16-25, 9-25                |
| 17-11            | Talent Team - Lycurgus    | 0-3 | 21-25, 11-25, 17-25               |

| Ottava giornata |                           |     |                            |
|                 |                           |     |                            |
| 30-11           | Sliedrecht - Talent Team  | 3-0 | 25-17, 25-12, 25-20        |
| 30-11           | VoCASA - SSS              | 3-1 | 25-19, 25-23, 23-25, 25-17 |
| 30-11           | Taurus - Dynamo Apeldoorn | 0-3 | 19-25, 22-25, 17-25        |
| 30-11           | Orion - Lycurgus          | 1-3 | 21-25, 25-22, 24-26, 16-25 |
| 01-12           | Zaanstad - ZVH            | 0-3 | 17-25, 22-25, 21-25        |

| Nona giornata |                             |     |                                   |
|               |                             |     |                                   |
| 07-12         | ZVH - Orion                 | 1-3 | 20-25, 25-21, 15-25, 16-25        |
| 07-12         | Dynamo Apeldoorn - Zaanstad | 3-0 | 25-12, 25-19, 25-15               |
| 07-12         | SSS - Taurus                | 2-3 | 21-25, 25-21, 25-18, 20-25, 11-15 |
| 07-12         | Talent Team - VoCASA        | 3-1 | 19-25, 25-21, 25-23, 25-19        |
| 07-12         | Lycurgus - Sliedrecht       | 3-1 | 25-23, 25-19, 23-25, 26-24        |

| Decima giornata |                        |     |                                  |
|                 |                        |     |                                  |
| 08-02           | Dynamo Apeldoorn - ZVH | 3-0 | 25-17, 25-11, 25-21              |
| 08-02           | SSS - Zaanstad         | 3-0 | 25-13, 25-17, 25-14              |
| 08-02           | Talent Team - Taurus   | 1-3 | 22-25, 25-22, 16-25, 20-25       |
| 08-02           | Lycurgus - VoCASA      | 3-0 | 25-23, 25-19, 25-16              |
| 08-02           | Orion - Sliedrecht     | 3-2 | 25-18, 29-27, 23-25, 20-25, 15-8 |

| Undicesima giornata |                          |     |                            |
|                     |                          |     |                            |
| 04-12               | VoCASA - Sliedrecht      | 0-3 | 20-25, 15-25, 22-25        |
| 04-12               | Taurus - Lycurgus        | 0-3 | 19-25, 25-27, 25-27        |
| 04-12               | Zaanstad - Talent Team   | 3-0 | 25-20, 26-24, 25-22        |
| 04-12               | ZVH - SSS                | 3-1 | 25-18, 25-18, 20-25, 27-25 |
| 04-12               | Dynamo Apeldoorn - Orion | 3-0 | 25-22, 25-23, 25-17        |

| Dodicesima giornata |                        |     |                            |
|                     |                        |     |                            |
| 14-12               | Sliedrecht - Taurus    | 3-1 | 21-25, 25-23, 25-14, 25-13 |
| 14-12               | SSS - Dynamo Apeldoorn | 0-3 | 9-25, 19-25, 17-25         |
| 14-12               | Talent Team - ZVH      | 0-3 | 23-25, 17-25, 25-27        |
| 14-12               | Orion - VoCASA         | 3-0 | 25-23, 25-16, 25-13        |
| 15-12               | Lycurgus - Zaanstad    | 3-0 | 25-17, 25-16, 25-17        |

| Tredicesima giornata |                                |     |                                   |
|                      |                                |     |                                   |
| 01-12                | Dynamo Apeldoorn - Talent Team | 3-0 | 25-14, 25-14, 25-16               |
| 04-01                | SSS - Orion                    | 0-3 | 22-25, 19-25, 16-25               |
| 05-01                | Zaanstad - Sliedrecht          | 2-3 | 16-25, 25-23, 20-25, 25-22, 12-15 |
| 21-01                | ZVH - Lycurgus                 | 1-3 | 26-24, 25-27, 21-25, 17-25        |
| 22-01                | Taurus - VoCASA                | 0-3 | 20-25, 18-25, 22-25               |

| Quattordicesima giornata |                             |     |                                   |
|                          |                             |     |                                   |
| 08-01                    | VoCASA - Zaanstad           | 3-2 | 17-25, 25-18, 21-25, 25-22, 18-16 |
| 08-01                    | Orion - Taurus              | 3-0 | 25-14, 25-20, 25-13               |
| 10-01                    | Lycurgus - Dynamo Apeldoorn | 0-3 | 15-25, 23-25, 19-25               |
| 22-01                    | Talent Team - SSS           | 3-1 | 17-25, 25-15, 25-14, 25-20        |
| 29-01                    | Sliedrecht - ZVH            | 3-0 | 25-18, 25-18, 25-21               |

| Quindicesima giornata |                               |     |                                   |
|                       |                               |     |                                   |
| 11-01                 | Zaanstad - Taurus             | 0-3 | 17-25, 22-25, 18-25               |
| 11-01                 | ZVH - VoCASA                  | 3-1 | 25-20, 17-25, 25-21, 25-19        |
| 11-01                 | SSS - Lycurgus                | 0-3 | 17-25, 21-25, 15-25               |
| 11-01                 | Talent Team - Orion           | 2-3 | 22-25, 25-18, 25-23, 18-25, 13-15 |
| 22-01                 | Dynamo Apeldoorn - Sliedrecht | 3-0 | 25-21, 25-21, 25-13               |

| Sedicesima giornata |                           |     |                                   |
|                     |                           |     |                                   |
| 18-01               | Sliedrecht - SSS          | 3-0 | 25-15, 25-14, 26-24               |
| 18-01               | VoCASA - Dynamo Apeldoorn | 0-3 | 18-25, 13-25, 24-26               |
| 18-01               | Taurus - ZVH              | 3-2 | 25-16, 24-26, 25-20, 22-25, 15-13 |
| 18-01               | Orion - Zaanstad          | 3-0 | 25-15, 25-18, 25-18               |
| 19-01               | Lycurgus - Talent Team    | 3-1 | 25-18, 25-16, 23-25, 25-20        |

| Diciassettesima giornata |                           |     |                                   |
|                          |                           |     |                                   |
| 25-01                    | ZVH - Zaanstad            | 3-0 | 25-19, 25-20, 25-22               |
| 25-01                    | Dynamo Apeldoorn - Taurus | 3-0 | 25-21, 25-23, 25-22               |
| 25-01                    | SSS - VoCASA              | 3-2 | 22-25, 25-17, 25-14, 20-25, 18-16 |
| 25-01                    | Lycurgus - Orion          | 3-1 | 29-27, 25-15, 29-31, 25-17        |
| 26-01                    | Talent Team - Sliedrecht  | 0-3 | 23-25, 20-25, 18-25               |

| Diciottesima giornata |                             |     |                                  |
|                       |                             |     |                                  |
| 01-02                 | Sliedrecht - Lycurgus       | 2-3 | 18-25, 20-25, 25-19, 25-20, 7-15 |
| 01-02                 | VoCASA - Talent Team        | 3-1 | 27-25, 29-27, 16-25, 26-24       |
| 01-02                 | Taurus - SSS                | 1-3 | 25-21, 19-25, 23-25, 18-25       |
| 01-02                 | Zaanstad - Dynamo Apeldoorn | 0-3 | 18-25, 22-25, 17-25              |
| 01-02                 | Orion - ZVH                 | 3-1 | 25-12, 25-20, 23-25, 25-13       |

#### Classifica
| Pos. | Squadra          | Pt | G  | V  | P  | SV | SP | Ratio  | PF    | PS    | Ratio |
| ---- | ---------------- | -- | -- | -- | -- | -- | -- | ------ | ----- | ----- | ----- |
| 1.   | Dynamo Apeldoorn | 51 | 18 | 17 | 1  | 52 | 5  | 10,400 | 1 419 | 1 060 | 1,339 |
| 2.   | Lycurgus         | 47 | 18 | 16 | 2  | 49 | 14 | 3,500  | 1 514 | 1 276 | 1,187 |
| 3.   | Sliedrecht       | 39 | 18 | 13 | 5  | 44 | 22 | 2,000  | 1 530 | 1 335 | 1,146 |
| 4.   | Orion            | 39 | 18 | 14 | 4  | 45 | 25 | 1,800  | 1 629 | 1 470 | 1,108 |
| 5.   | ZVH              | 23 | 18 | 7  | 11 | 30 | 37 | 0,811  | 1 406 | 1 542 | 0,912 |
| 6.   | Taurus           | 18 | 18 | 6  | 12 | 26 | 44 | 0,591  | 1 474 | 1 588 | 0,928 |
| 7.   | Talent Team      | 16 | 18 | 5  | 13 | 23 | 43 | 0,535  | 1 402 | 1 524 | 0,920 |
| 8.   | SSS              | 15 | 18 | 5  | 13 | 24 | 45 | 0,533  | 1 408 | 1 574 | 0,895 |
| 9.   | VoCASA           | 15 | 18 | 5  | 13 | 23 | 45 | 0,511  | 1 422 | 1 575 | 0,903 |
| 10.  | Zaanstad         | 7  | 18 | 2  | 16 | 14 | 50 | 0,280  | 1 262 | 1 522 | 0,829 |

      Ammesse alla Pool scudetto.
      Alla Pool salvezza.

### Pool scudetto

#### Risultati
| Prima giornata |                           |     |                                   |
|                |                           |     |                                   |
| 22-02          | Orion - Sliedrecht        | 2-3 | 25-19, 24-26, 25-18, 21-25, 11-15 |
| 22-02          | ZVH - Lycurgus            | 0-3 | 14-25, 18-25, 17-25               |
| 22-02          | Taurus - Dynamo Apeldoorn | 1-3 | 25-22, 21-25, 18-25, 20-25        |

| Seconda giornata |                               |     |                            |
|                  |                               |     |                            |
| 29-02            | Sliedrecht - Dynamo Apeldoorn | 1-3 | 18-25, 25-22, 19-25, 28-30 |
| 29-02            | Orion - ZVH                   | 3-0 | 25-18, 25-15, 25-17        |
| 01-03            | Lycurgus - Taurus             | 3-0 | 25-18, 25-19, 25-18        |

| Terza giornata |                             |     |                                   |
|                |                             |     |                                   |
| 04-03          | Dynamo Apeldoorn - Lycurgus | 3-2 | 18-25, 25-22, 27-25, 19-25, 15-12 |
| 04-03          | ZVH - Sliedrecht            | 1-3 | 21-25, 22-25, 25-23, 18-25        |
| 04-03          | Taurus - Orion              | 0-3 | 20-25, 13-25, 18-25               |

| Quarta giornata |                          |     |                            |
|                 |                          |     |                            |
| 07-03           | Sliedrecht - Lycurgus    | 0-3 | 15-25, 16-25, 15-25        |
| 07-03           | Orion - Dynamo Apeldoorn | 1-3 | 22-25, 25-23, 18-25, 20-25 |
| 07-03           | ZVH - Taurus             | 1-3 | 24-26, 26-24, 23-25, 16-25 |

| Quinta giornata |                        |   |           |
|                 |                        |   |           |
| -               | Dynamo Apeldoorn - ZVH | - | annullata |
| -               | Lycurgus - Orion       | - | annullata |
| -               | Taurus - Sliedrecht    | - | annullata |

| Sesta giornata |                           |   |           |
|                |                           |   |           |
| -              | Dynamo Apeldoorn - Taurus | - | annullata |
| -              | Lycurgus - ZVH            | - | annullata |
| -              | Sliedrecht - Orion        | - | annullata |

| Settima giornata |                               |   |           |
|                  |                               |   |           |
| -                | Dynamo Apeldoorn - Sliedrecht | - | annullata |
| -                | ZVH - Orion                   | - | annullata |
| -                | Taurus - Lycurgus             | - | annullata |

| Ottava giornata |                             |   |           |
|                 |                             |   |           |
| -               | Lycurgus - Dynamo Apeldoorn | - | annullata |
| -               | Sliedrecht - ZVH            | - | annullata |
| -               | Orion - Taurus              | - | annullata |

| Nona giornata |                          |   |           |
|               |                          |   |           |
| -             | Dynamo Apeldoorn - Orion | - | annullata |
| -             | Taurus - ZVH             | - | annullata |
| -             | Lycurgus - Sliedrecht    | - | annullata |

| Decima giornata |                        |   |           |
|                 |                        |   |           |
| -               | Sliedrecht - Taurus    | - | annullata |
| -               | Orion - Lycurgus       | - | annullata |
| -               | ZVH - Dynamo Apeldoorn | - | annullata |

#### Classifica
| Pos. | Squadra          | Pt tot | Bonus | Pt | G | V | P | SV | SP | Ratio | PF  | PS  | Ratio |
| ---- | ---------------- | ------ | ----- | -- | - | - | - | -- | -- | ----- | --- | --- | ----- |
| 1.   | Dynamo Apeldoorn | 16     | 5     | 11 | 4 | 4 | 0 | 12 | 5  | 2,400 | 401 | 368 | 1,090 |
| 2.   | Lycurgus         | 14     | 4     | 10 | 4 | 3 | 1 | 11 | 3  | 3,667 | 334 | 254 | 1,315 |
| 3.   | Orion            | 9      | 2     | 7  | 4 | 2 | 2 | 9  | 6  | 1,500 | 341 | 302 | 1,129 |
| 4.   | Sliedrecht       | 8      | 3     | 5  | 4 | 2 | 2 | 7  | 9  | 0,778 | 337 | 369 | 0,913 |
| 5.   | Taurus           | 3      | 0     | 3  | 4 | 1 | 3 | 4  | 10 | 0,400 | 290 | 336 | 0,863 |
| 6.   | ZVH              | 1      | 1     | 0  | 4 | 0 | 4 | 2  | 12 | 0,167 | 274 | 348 | 0,787 |

### Pool salvezza

#### Risultati
| Prima giornata |                   |     |                                   |
|                |                   |     |                                   |
| 01-03          | Zaanstad - VoCASA | 3-2 | 26-24, 15-25, 25-20, 18-25, 15-13 |

| Seconda giornata |                |     |                     |
|                  |                |     |                     |
| 07-03            | SSS - Zaanstad | 3-0 | 25-23, 25-20, 25-22 |

| Terza giornata |              |   |           |
|                |              |   |           |
| -              | VoCASA - SSS | - | annullata |

| Quarta giornata |                   |   |           |
|                 |                   |   |           |
| -               | VoCASA - Zaanstad | - | annullata |

| Quinta giornata |                |   |           |
|                 |                |   |           |
| -               | Zaanstad - SSS | - | annullata |

| Sesta giornata |              |   |           |
|                |              |   |           |
| -              | SSS - VoCASA | - | annullata |

#### Classifica
| Pos. | Squadra  | Pt tot | Bonus | Pt | G | V | P | SV | SP | Ratio | PF  | PS  | Ratio |
| ---- | -------- | ------ | ----- | -- | - | - | - | -- | -- | ----- | --- | --- | ----- |
| 1.   | SSS      | 5      | 2     | 3  | 1 | 1 | 0 | 3  | 0  | MAX   | 75  | 65  | 1,154 |
| 2.   | VoCASA   | 2      | 1     | 1  | 1 | 0 | 1 | 2  | 3  | 0,667 | 107 | 99  | 1,081 |
| 3.   | Zaanstad | 2      | 0     | 2  | 2 | 1 | 1 | 3  | 5  | 0,600 | 164 | 182 | 0,901 |

      Retrocessa in Topdivisie

## Classifica finale
| Pos | Squadra          | Verdetto                 |
| --- | ---------------- | ------------------------ |
| 1   | Dynamo Apeldoorn | Champions League 2020-21 |
| 2   | Lycurgus         | Coppa CEV 2020-21        |
| 3   | Orion            |                          |
| 4   | Sliedrecht       |                          |
| 5   | Taurus           |                          |
| 6   | ZVH              |                          |
| 7   | Talent Team      |                          |
| 8   | SSS              |                          |
| 9   | VoCASA           |                          |
| 10  | Zaanstad         | Topdivisie 2020-21       |